# Ephippus
Ephippus – rodzaj morskich ryb z rodziny szpadelkowatych (Ephippidae).

## Zasięg występowania
Indo-Pacyfik i przy zachodnich wybrzeżach Afryki.

## Systematyka
Gatunki zaliczane do tego rodzaju:
- Ephippus goreensis – szpadelek siodłak[potrzebny przypis]
- Ephippus orbis